# 福島県立原町高等学校
福島県立原町高等学校（ふくしまけんりつ はらまちこうとうがっこう）は、福島県南相馬市原町区西町にある県立高等学校。通称は「原高」。

## 概要
1939年創立の相馬商業学校を前身とし、1948年に原町高等女学校との合併により発足した。ただし、合併された原町高等女学校は、1926年創立の原町立原町実科高等女学校が組合立原町実科高等女学校に改編されたのちに設立されたものであり、1939年創立の相馬商業学校よりも13年古く設立されている。
学校祭は柏曜祭という名称で3年に一度実施され、開催日前には学生がクラスごとに仮装を行い原町市内を歩く。

## 沿革
- 1939年3月 - 原町立福島県相馬商業学校として創立。
- 1944年4月 - 原町立福島県相馬工業学校と改称。（戦時特例措置）
- 1946年4月 - 県立移管。福島県立相馬商業学校と改称。
- 1948年4月 - 学制改革により福島県立原町高等学校となる。このとき、原町立原町高等女学校と統合。
- 1973年 - 商業科募集停止、普通科単独に移行。
- 1975年4月 - 全学年大木戸新校舎に移転完了。
- 1989年12月 - 同窓会館（柏曜会館）が寄贈。
- 2011年
  - 3月11日 - 東北地方太平洋沖地震により罹災。
  - 5月9日 - 相双サテライト校（相馬高等学校）・県北サテライト校（福島西高等学校）での授業開始。
  - 10月26日 - 相双サテライト校が大木戸校舎へ移転、大木戸校舎での授業再開。
- 2012年3月26日 - 県北サテライト校が大木戸校舎へ移転。

## 基礎データ

### アクセス
- 原ノ町駅より徒歩約30分

### 象徴
校章
ペンと柏の葉の組み合わせ、中央に「高」の字。
校歌
作曲：古関裕而、作詞：多田利男。式典などでは1番と4番のみ歌唱する。校歌以外に野球応援等で歌われる応援歌「相馬の原頭」がある。
制服
男子は学生服、女子は黒地に白ラインのセーラー服

## 部活動
以前は1年生の入部は強制となっていたが、令和元年度から1年生を含め、全学年が希望制となった。

### 文化部
- 吹奏楽部
2015年は福島県吹奏楽連盟からの推薦により、第39回全国高等学校総合文化祭に出場した。アンサンブルコンテストでは過去13回にわたり東北代表として全日本アンサンブルコンテストに出場し、計5回金賞を獲得している。原町高校のサウンドは、個人の技量に裏打ちされて丁寧に作り込まれた繊細さと、独特の良く響く爽やかな表現が特徴であると評されており[6]、「原高サウンド」として知られている[7]。
- 放送部
- 美術部
- 箏曲部
- 茶華道部
- 数科学部
- 郷土研究部（廃部）
- 伝統文化部（廃部）
- 新聞部（廃部）
- 福祉活動部

### 運動部
- 陸上競技部 - 今井正人をはじめとする選手を数多く輩出しており、たびたび全国的に活躍している。
- 野球部
- ソフトテニス部
- テニス部
- 剣道部
- バレーボール部
- サッカー部
- バスケットボール部
- 弓道部
- 卓球部
- バドミントン部

## 著名な出身者

### 政治
- 太田豊秋 - 農林水産副大臣、北海道開発政務次官、参議院議員
- 木幡浩 - 公選第19-20代福島市長
- 木幡弘道 - 衆議院議員
- 桜井勝延 - 第2-3代南相馬市長
- 馬場有 - 第14-16代浪江町長

### 行政
- 濱野幸一 - 経産官僚、第53代特許庁長官[8]

### スポーツ
- 今井正人 - 陸上競技選手[9]
- 西内洋行 - トライアスロン選手
- 高橋幸一 - プロ野球選手、1955年から毎日オリオンズで1年間在籍
- 高野慎也 - プロ野球選手

### 芸能・放送関係
- 佐藤ちひろ - テレビ朝日アナウンサー[9]
- 松鶴家千とせ - 漫談家、司会者（中退）
- 若松央樹 - フジテレビプロデューサー

### 実業家
- 和田智行 - 実業家

### その他
- 舘野仁美 - アニメーター
- 西芳照 - 料理人[9]